# 파비우 루이스 산투스 지 아우메이다
파비우 루이스 산투스 지 아우메이다(포르투갈어: Fábio Luís Santos de Almeida, 1983년 8월 2일 ~ )는 브라질 출신의 축구 선수이다.
2009년 울산 현대에 입단하여 2009 시즌 한 시즌 동안 활약하였다. K리그에서 등록명은 파비오4를 사용하였다